# Phorocera monensis
Phorocera monensis är en tvåvingeart som först beskrevs av Charles Howard Curran 1926.  Phorocera monensis ingår i släktet Phorocera och familjen parasitflugor.
Artens utbredningsområde är Jamaica. Inga underarter finns listade i Catalogue of Life.